# Zawchan-Aimag
Zawchan-Aimag este un aimag, (provincie) în Mongolia.